# Anemonia
Anemonia és un gènere d'anemones de mar de la família dels actínids. Algunes de les espècies que comprèn, com A. viridis o A. sulcata, són comunes a les costes europees, tant a les atlàntiques com a les mediterrànies.

## Taxonomia
Se'n reconeixen les següents espècies:
- Anemonia alicemartinae (Häussermann & Försterra, 2001)
- Anemonia antilliensis (Pax, 1924)
- Anemonia cereus (Contarini, 1844)
- Anemonia chubutensis (Zamponi et Acuña, 1992)
- Anemonia clavata (Milne Edwards, 1857)
- Anemonia crystallina (Hemprich et Ehrenberg in Ehrenberg, 1834)
- Anemonia depressa (Duchassaing de Fonbressin et Michelotti, 1860)
- Anemonia elegans (Verrill, 1901)
- Anemonia erythraea (Hemprich et Ehrenberg in Ehrenberg, 1834)
- Anemonia gracilis (Quoy et Gaimard, 1833)
- Anemonia hemprichi (Klunzinger, 1877)
- Anemonia indica (Parulekar, 1968)
- Anemonia insessa (Gravier, 1918)
- Anemonia manjano (Carlgren, 1900)
- Anemonia melanaster (Verrill, 1901)
- Anemonia milneedwardsii (Milne Edwards, 1857)
- Anemonia mutabilis (Verrill, 1928)
- Anemonia natalensis (Carlgren, 1938)
- Anemonia sargassensis (Hargitt, 1908)
- Anemonia sulcata (Pennant, 1777)
- Anemonia viridis - Anemone de mar comuna (Forskål, 1775)